# Beniamino Cavicchioni
Beniamino Cavicchioni, italijanski rimskokatoliški duhovnik, škof in kardinal, * 27. december 1836, Veiano, † 17. april 1911, Rim.

## Življenjepis
Decembra 1859 je prejel duhovniško posvečenje.
21. marca 1884 je bil imenovan za naslovnega nadškofa Amide in za apostolskega delegata v Ekvadorju; 27. aprila istega leta je prejel škofovsko posvečenje. 4. julija 1885 je postal uradnik Rimske kurije.
11. januarja 1894 je postal naslovni nadškof Nazianzusa, 22. oktobra 1895 protajnik Zbora Rimske kurije in 11. januarja 1900 tajnik Zbora Rimske kurije.
22. junija 1903 je bil povzdignjen v kardinala in imenovan za kardinal-duhovnika S. Maria in Ara Coeli.
11. marca 1910 je bil postavljen za prefekta Kongregacije za študije.